# Bàsquet Manresa
El Bàsquet Manresa, denominado BAXI Manresa por motivos de patrocinio, es un club de baloncesto español de la ciudad de Manresa (provincia de Barcelona, España). Fue fundado en 1931 y compite actualmente en la liga ACB.
Disputa sus partidos en el pabellón  Nou Congost, con capacidad para 5000 espectadores e inaugurado en septiembre de 1992 con motivo de la celebración de la XIII Edición de la Liga catalana de baloncesto.
Actualmente, su presidente es Josep Maria Herms y el director deportivo del club es Xevi Pujol,y algunos de los jugadores más relevantes que han jugado en el Bàsquet Manresa son: Joan Creus, Juan Domingo de la Cruz, Roger Esteller, Lance Berwald, Harper Williams, Andrés Nocioni, George Gervin, Román Montañez y Serge Ibaka.

## Historia
En 1931 se funda el Manresa Basquetbol Club. El club se fusionó el año 1934 con el CB Bages y nacía así la Unió Manresana de Bàsquet. En 1940 ganó su primer título, la  Copa Barcelona - Trofeo General Orgaz  y pasó a formar parte, como sección de baloncesto, del Centre d'Esports Manresa . En 1967-68 el club logra un gran logro deportivo con el ascenso a Primera División y la inauguración del pabellón del Congost (noviembre de 1968) y la primera participación en una competición continental (Copa Korak, 1971-72).
En 1979 se independiza del CE Manresa y cambia su nombre por Manresa Esportiu Bàsquet. El equipo es un habitual en el ACB bajo el patrocinio de la firma TDK (entre 1985 y 2000). En 1992, el club se constituyó como Sociedad Anónima Deportiva y adoptó la denominación actual: Bàsquet Manresa SAE. En el mismo 1992, se suscribe el acuerdo entre el Manresa EB y el antiguo rival, el CB Manresa que acabaría en 1999 donde se unirían las dos entidades de forma efectiva.
En el ámbito deportivo, a mediados de los años noventa, se inicia el periodo más exitoso del equipo. La temporada 1995/96, se proclama campeón de la Copa del Rey disputada en Murcia., derrotando en la final al F. C. Barcelona con un tiro sobre la bocina de Joan Creus. La temporada, 1997-1998, el equipo conquista dos títulos: la Lliga Catalana y la Liga ACB, superando en sucesivas eliminatorias de playoff a rivales de la entidad de Estudiantes, Madrid y Tau (tercero, segundo y primero respectivamente de la fase regular), logrando así la primera participación en la Euroliga. El equipo estaba liderado por Joan Creus (máximo anotador de la final, con 41 años) y Derrick Alston (MVP de la final).
Dos años después, la temporada 1999-2000 el equipo pierde la categoría en un fatídico partido en Gijón. Después de pasar tres temporadas en la Liga LEB-1 (segunda categoría del baloncesto español: 2000-2001 2001-2002 y 2006-2007), la temporada 2007-2008 quedó en undécima posición en la liga ACB, consiguiendo su propósito , mantenerse en la élite y seguir disputando en la máxima categoría.
Desde el año 2003 hasta el 2009, el patrocinador oficial del Bàsquet Manresa, era la empresa japonesa Ricoh. A partir de la temporada 2009-2010 el patrocinador oficial sería la empresa japonesa de automóviles Suzuki junto con otros patrocinadores menores como Mar i Terra Hotels, la empresa constructora Cedinsa , Caixa de Manresa, Netejes Deyse, T-Systems y entidades públicas como la Diputación de Barcelona y el Ayuntamiento de Manresa. Durante la presente campaña 2010/2011 el patrocinador oficial será la empresa de construcciones  Assignia , por lo tanto, el nombre del equipo en la liga ACB será el de Assignia Manresa. Manresa es el equipo de la ACB con el presupuesto más bajo, unos 3,5 millones de euros aproximadamente.
El  Pabellón del "Nou Congost", fue inaugurado el septiembre de 1992 con la celebración de la XIII Edición de la Liga Catalana, tomó el relevo del "Viejo Congost" que, en función de las normativas de la Liga ACB, había quedado obsoleto. El nuevo pabellón, con capacidad para 5000 espectadores, es un ejemplo de instalación funcional. Sede social y centro administrativo del Bàsquet Manresa SAE, el pabellón cuenta con un espacio físico destinado a los medios de comunicación. Las cabinas de prensa, ubicadas en la parte superior de la tribuna de la lonja, tienen capacidad para poder trabajar hasta 20 informadores. El recinto dispone, además, de un espacio habilitado como sala de prensa en la parte inferior de la tribuna. Por otra parte, desde el Bàsquet Manresa SAE y la Fundación Fomento del Baloncesto se trabaja la potenciación del Museo del Bàsquet Manresà, en el espacio que se encuentra debajo de la otra tribuna del Pabellón.
En cuanto al viejo "Congost" inauguró en noviembre de 1968 como consecuencia del ascenso del equipo a la 1.ª División. Cabe destacar que hasta aquellos momentos el equipo jugaba en una pista descubierta situada junto al campo de fútbol del Pujolet. Actualmente, el "Viejo Congost" acoge los entrenamientos y los partidos de buena parte de los equipos base de la entidad.
El CB y Unión Manresana, formado en el otoño de 1999, es la entidad que engloba los equipos inferiores del Bàsquet Manresa, cuenta con una estructura consolidada de veintidós tres equipos repartidos en diferentes categorías.
En el verano de 2017, Josep Sàez Mateos asumió la presidencia del Bàsquet Manresa, El empresario manresano y exjugador de los equipos inferiores del club hasta la categoría júnior lideró una etapa de crecimiento del club manresano, habiéndolo cogido en la segunda categoría del baloncesto español (LEB Oro) y habiéndolo llevado de nuevo a la Liga ACB al cabo de una temporada y consiguiendo, en las siguientes temporadas, dos clasificaciones para los play-off de la liga ACB (temporadas 2018-2019 y  2021-22), una clasificación para la fase final de la Copa del Rey (temporada 2021-22 ) y habiendo jugado la final europea de la Basketball Champions League (temporada 2021-22). El mandato de Sáez también se ha caracterizado por el fichar a entrenadores de alto nivel como Joan Peñarroya o Pedro Martínez. Josep Sáez deja la presidencia en el verano de 2022, siendo Jordi Serracanta su sucesor.
En junio de 2018 se hizo público el que sería el patrocinador del Bàsquet Manresa para las próximas tres temporadas: BAXI.

## Denominaciones por patrocinio
Varios patrocinadores ha tenido el club en su historia, junto al nombre de Bàsquet Manresa. En el pasado el club fue conocido como:
- Manresa Kan's (1967–1971)
- Manresa La Casera (1971–1977)
- Icab Manresa (1977–1979)
- Marlboro Manresa (1979–1980)
- Manresa E.B. (1980-1981)
- Caixa Manresa (1981–1982)
- Seguros Velázquez Manresa (1982–1983)
- Ebro Manresa (1983–1984)
- Caixa Manresa (1984-1985)
- TDK Manresa (1985–2000)
- Minorisa.net Manresa (2000–2002)
- Ricoh Manresa (2002–2009)
- Suzuki Manresa[14] (2009-2010)
- Assignia Manresa[15] (2010-2013)
- La Bruixa d'Or Manresa (2013-2015)
- ICL Manresa[16] (2015-2018)
- BAXI Manresa (2018-)

## Historial Liga
| Temporada | Categoría          | Nivel | Puesto          | Balance | Playoff     | Copa                                   |
| 1967-1968 | Segunda División   | 2     | 2.º(Ascenso)    | 15-3    |             |                                        |
| 1968-1969 | 1.ª División       | 1     | 11.º(Descenso)  | 7-15    |             |                                        |
| 1969-1970 | Segunda División   | 2     | 1.º(Ascenso)    | 19-3    |             |                                        |
| 1970-1971 | 1.ª División       | 1     | 4.º             | 11-1-10 |             | Semifinal                              |
| 1971-1972 | 1.ª División       | 1     | 8.º             | 9-13    |             | Cuartos                                |
| 1972-1973 | 1.ª División       | 1     | 7.º             | 14-1-15 |             |                                        |
| 1973-1974 | 1.ª División       | 1     | 6.º             | 13-2-13 |             | Cuartos                                |
| 1974-1975 | 1.ª División       | 1     | 5.º             | 9-3-10  |             | Semifinal                              |
| 1975-1976 | 1.ª División       | 1     | 6.º             | 13-19   |             |                                        |
| 1976-1977 | 1.ª División       | 1     | 9.º             | 8-1-13  |             |                                        |
| 1977-1978 | 1.ª División       | 1     | 5.º             | 9-1-12  |             | Cuartos                                |
| 1978-1979 | 1.ª División       | 1     | 7.º             | 10-12   |             | Semifinal                              |
| 1979-1980 | 1.ª División       | 1     | 6.º             | 10-12   |             | Subcampeón                             |
| 1980-1981 | 1.ª División       | 1     | 8.º             | 10-1-15 |             | Semifinal                              |
| 1981-1982 | 1.ª División       | 1     | 7.º             | 13-13   |             | Semifinal                              |
| 1982-1983 | 1.ª División       | 1     | 9.º             | 10-16   |             | Semifinal                              |
| 1983-1984 | ACB                | 1     | 16.º(Descenso)  | 5-25    | Permanencia |                                        |
| 1984-1985 | Primera División B | 2     | 3.º(Ascenso)    | 17-9    |             |                                        |
| 1985-1986 | ACB                | 1     | 10.º            | 14-16   | Octavos     | Cuartos C.Príncipe                     |
| 1986-1987 | ACB                | 1     | 10.º            | 14-17   | Octavos     | Subcampeón C.Príncipe                  |
| 1987-1988 | ACB                | 1     | 15.º            | 17-16   | Permanencia | Cuartos C.Príncipe                     |
| 1988-1989 | ACB                | 1     | 20.º            | 18-22   | Permanencia |                                        |
| 1989-1990 | ACB                | 1     | 22º             | 15-28   | Permanencia |                                        |
| 1990-1991 | ACB                | 1     | 18.º            | 19-23   | Permanencia | Cuartos                                |
| 1991-1992 | ACB                | 1     | 15.º            | 17-23   | Octavos     |                                        |
| 1992-1993 | ACB                | 1     | 13.º            | 16-18   | Octavos     | Cuartos                                |
| 1993-1994 | ACB                | 1     | 7.º             | 22-12   | Cuartos     |                                        |
| 1994-1995 | ACB                | 1     | 4.º             | 23-21   | Semifinal   |                                        |
| 1995-1996 | ACB                | 1     | 4.º             | 28-18   | Semifinal   | Campeón                                |
| 1996-1997 | ACB                | 1     | 8.º             | 19-18   | Cuartos     | Cuartos                                |
| 1997-1998 | ACB                | 1     | 1.º             | 30-16   | Campeón     | Semifinal                              |
| 1998-1999 | ACB                | 1     | 11.º            | 16-18   |             |                                        |
| 1999-2000 | ACB                | 1     | 17.º(Descenso)  | 11-23   |             |                                        |
| 2000-2001 | LEB                | 2     | 3.º             | 26-12   | Semifinal   | Subcampeón C.Príncipe                  |
| 2001-2002 | LEB                | 2     | 2.º(Ascenso)    | 32-1-8  | Subcampeón  | Semifinalista C.Príncipe               |
| 2002-2003 | ACB                | 1     | 13.º            | 15-19   |             |                                        |
| 2003-2004 | ACB                | 1     | 9.º             | 16-18   |             | Cuartos                                |
| 2004-2005 | ACB                | 1     | 13.º            | 12-22   |             |                                        |
| 2005-2006 | ACB                | 1     | 17.º(Descenso)  | 12-22   |             |                                        |
| 2006-2007 | LEB                | 2     | 1.º(Ascenso)    | 26-15   | Campeón     |                                        |
| 2007-2008 | ACB                | 1     | 11.º            | 14-20   |             |                                        |
| 2008-2009 | ACB                | 1     | 11.º            | 14-18   |             |                                        |
| 2009-2010 | ACB                | 1     | 12.º            | 14-20   |             |                                        |
| 2010-2011 | ACB                | 1     | 15.º            | 10-24   |             |                                        |
| 2011-2012 | ACB                | 1     | 12.º            | 15-19   |             |                                        |
| 2012-2013 | ACB                | 1     | 18.º(Descenso)* | 6-28    |             |                                        |
| 2013-2014 | ACB                | 1     | 17.º(Descenso)* | 7-27    |             |                                        |
| 2014-2015 | ACB                | 1     | 16.º            | 11-23   |             |                                        |
| 2015-2016 | ACB                | 1     | 16.º            | 10-24   |             |                                        |
| 2016-2017 | ACB                | 1     | 17.º (Descenso) | 5-27    |             |                                        |
| 2017-2018 | LEB Oro            | 2     | 2.º (Ascenso)   |         | Campeón     | Subcampeón (Copa Príncipe de Asturias) |
| 2018-2019 | ACB                | 1     | 8.º             | 17-17   | Cuartos     |                                        |
| 2019-2020 | ACB                | 1     | 13.º            | 9-14    |             |                                        |
| 2020-2021 | ACB                | 1     | 10.º            | 17-19   |             |                                        |
| 2021-2022 | ACB                | 1     | 7.º             | 20-14   | Cuartos     | Cuartos                                |
| 2022-2023 | ACB                | 1     | 14.º            | 12-22   |             |                                        |
| 2023-2024 | ACB                | 1     | 8.º             | 19-15   | Cuartos     | Cuartos                                |
| 2024-2025 | ACB                | 1     | 10.º            | 17-17   |             | Cuartos                                |

## Palmarés
- Títulos:
  - 1 Liga ACB: Liga ACB 1997/98.
  - 1 Copa del Rey: 1996.
  - 3 Lliga Catalana ACB: 1997, 1999, 2021
  - 3 Lliga Catalana LEB: 2000, 2001, 2006.
  - 1 Liga LEB: 2006/07
  - 1 campeonato de la Segunda División Española: 1969/70
  - 1 Trofeo General Orgaz-Copa Ciudad de Barcelona: 1940.

- Subcampeonatos:
  - 1 subcampeonato de la Basketball Champions League (BCL): 2022
  - 1 subcampeonato de la Copa del Rey: 1980.
  - 1 Subcampeonato de Segunda División española: 1967-1968
  - 2 subcampeonatos de la Liga LEB Oro 2001-02 y 2017-18
  - 3 subcampeonatos de la Copa Príncipe/Copa Princesa: 1987, 2001 y 2018
  - 4 subcampeonatos Lliga Catalana ACB: 1996, 1998, 2000, 2016.

## Participación en competiciones europeas
- 1971-1972: Copa Korac : Eliminado en la primera eliminatoria.
- 1987-1988: Copa Korac : Eliminado en octavos de final.
- 1994-1995: Copa Korac: Eliminado en octavos de final.
- 1995-1996: Copa Korac: Eliminado en octavos de final.
- 1996-1997: Eurocopa: Eliminado en octavos de final.
- 1997-1998: Copa Korac: Eliminado en dieciseisavos de final.
- 1998-1999: Euroliga: Eliminado en segunda ronda preliminar.
- 2019-2020: Basketball Champions League: Eliminado en fase de grupos.
- 2021-2022: Basketball Champions League: Subcampeón en la final four de Bilbao

## Dorsales retirados
- Número 7: Joan Creus
- Número 9: Joan Peñarroya
- Número 10: Pep Pujolrás
- Número 15: Jordi Singla